# Marguerita Time
Marguerita Time är en singel släppt av den Brittiska rockgruppen Status Quo den 2 december 1983. Singeln finns på albumet Back To Back.
Sven-Ingvars har gjort en cover av låten under namnet "En marguerita till" till sitt album Byns enda blondin.